# Gene Rhodes
Eugene Stephen Rhodes, detto Gene (St. Louis, 2 settembre 1927 – Louisville, 10 marzo 2018), è stato un cestista, allenatore di pallacanestro e dirigente sportivo statunitense, professionista nella NBA e nella ABA.

## Carriera
Venne selezionato dagli Indianapolis Olympians nel Draft NBA 1952.

## Statistiche

### Allenatore

#### ABA
| Stagione | Squadra           | Regular Season | Regular Season | Regular Season | Regular Season | Regular Season            | Post Season                                             |
| Stagione | Squadra           | V              | P              | % V            | G              | Posizione finale          | Post Season                                             |
| -------- | ----------------- | -------------- | -------------- | -------------- | -------------- | ------------------------- | ------------------------------------------------------- |
| 1967-68  | Kentucky Colonels | 31             | 30             | 50,8           | 61             | 4º nella Eastern Division | Sconfitto alle Semifinali di Division dai Muskies (2-3) |
| 1968-69  | Kentucky Colonels | 42             | 36             | 53,8           | 78             | 3º nella Eastern Division | Sconfitto alle Semifinali di Division dai Pacers (3-4)  |
| 1969-70  | Kentucky Colonels | 45             | 39             | 53,6           | 84             | 2º nella Eastern Division | Sconfitto alle Finali di Division dai Pacers (1-4)      |
| 1970-71  | Kentucky Colonels | 10             | 5              | 66,7           | 15             |                           |                                                         |
|          | Carriera ABA      | 128            | 110            | 53,8           | 238            |                           |                                                         |

## Palmarès

### Allenatore
- Allenatore all'ABA All-Star Game (1969)